# Atlantische Waldratten
Die Atlantischen Waldratten (Delomys) sind eine in Südamerika lebende Nagetiergattung aus der Gruppe der Neuweltmäuse. Sie umfassen drei Arten.
Atlantische Waldratten erreichen eine Kopfrumpflänge von 10 bis 15 Zentimeter, der Schwanz wird 9 bis 15 Zentimeter lang und das Gewicht beträgt 50 bis 90 Gramm. Ihr kurzes, dichtes Fell ist an der Oberseite gelbgrau, braun oder grau gefärbt, der Bauch ist hellgrau.
Diese Nagetiere bewohnen Wälder im südöstlichen Brasilien und dem nordöstlichen Argentinien, wo sie in Höhen bis 2700 Metern vorkommen. Sie sind nachtaktiv und halten sich vorwiegend am Boden auf. Sie errichten Trampelpfade oder Tunnels, um in der dichten Vegetation am Waldboden schneller voranzukommen.
Es werden drei Arten unterschieden:
- Delomys collinus bewohnt Gebirgswälder in Minas Gerais, Espírito Santo und Rio de Janeiro. Sie ist als eigenständige Art anerkannt.
- Delomys dorsalis lebt in Südostbrasilien (von Minas Gerais bis Rio Grande do Sul) und in Nordostargentinien (Misiones).
- Delomys sublineatus ist von Minas Gerais bis Santa Catarina verbreitet.

Keine der Arten ist laut IUCN gefährdet, diese Angabe gilt jedoch als veraltet.
Die systematische Stellung der Atlantischen Waldratten ist unklar. Früher wurden sie als vermeintliche Verwandte der Paramo-Mäuse in die Thomasomyini eingegliedert, dies dürfte jedoch nicht den tatsächlichen Abstammungsverhältnissen entsprechen. Möglicherweise bilden sie zusammen mit einigen weiteren, vorwiegend in Südostbrasilien lebenden Nagetieren, wie der Ruschi-Ratte (Abrawayaomys), der Wilfred-Maus (Wilfredomys), der Rio-de-Janeiro-Ratte (Phaenomys) und Juliomys eine systematische Gruppe.